# Prefektura Mijazaki

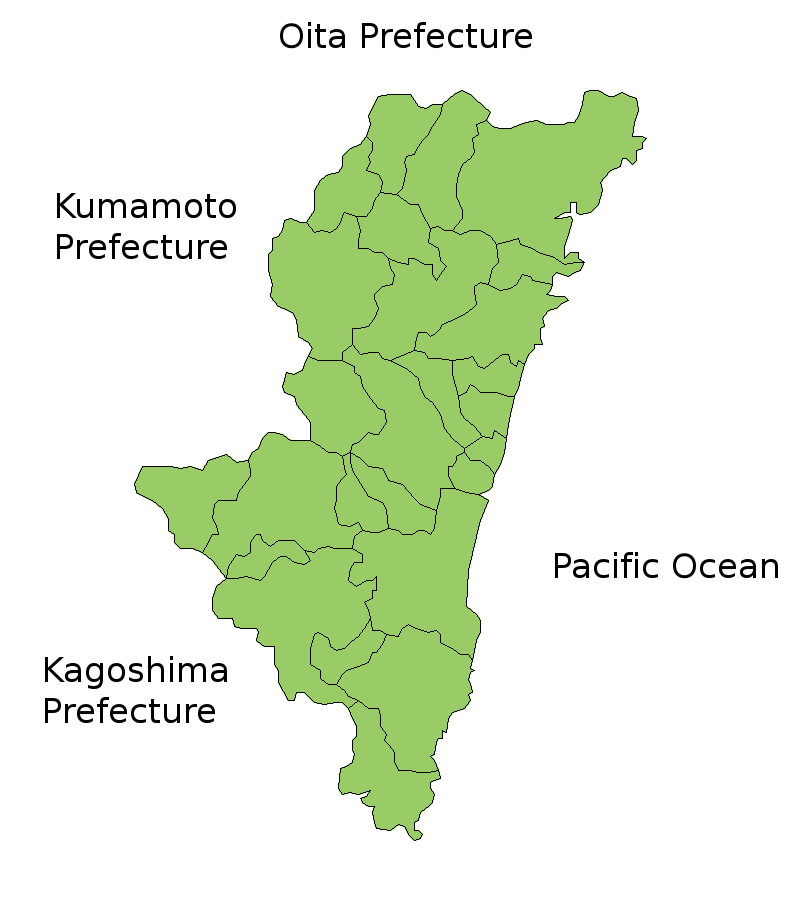
Mapa prefektury Mijazaki

Prefektura Mijazaki (japonsky: 宮崎県, Mijazaki-ken) je jednou ze 47 prefektur Japonska. Nachází se na ostrově Kjúšú. Hlavním městem je Mijazaki, u kterého leží také letiště Mijazaki.
Prefektura má rozlohu 7 734,67 km² a k 12. březnu 2007 měla 1 148 414 obyvatel.

## Historie
Na území prefektury Mijazaki se až do reforem Meidži rozkládala provincie Hjúga.

## Geografie
Prefektura Mijazaki leží na východním pobřeží ostrova Kjúšú. Na jihu a východě je obklopena Tichým oceánem, na severu sousedí s prefekturou Óita a na západě s prefekturami Kumamoto a Kagošima.

### Města
V prefektuře Mijazaki leží 9 velkých měst (市, ši):
| - Ebino (えびの) - Hjúga (日向) - Kobajaši (小林) - Kušima (串間) - Mijakonodžó (都城) | - Mijazaki (宮崎 hlavní město) - Ničinan (日南) - Nobeoka (延岡) - Saito (西都) |